# HMS Otus (N92)
HMS Otus (N92) là một  tàu ngầm lớp Odin được Hải quân Hoàng gia Anh chế tạo vào cuối thập niên 1920. Nó là chiếc tàu chiến duy nhất của Hải quân Anh được đặt cái tên này, theo tên Otus, một nhân vật trong thần thoại Hy Lạp. Nhập biên chế năm 1929, nó được phái sang phục vụ tại Viễn Đông cho đến khi Chiến tranh Thế giới thứ hai bùng nổ, và được điều về tăng cường cho lực lượng tại Địa Trung Hải sau khi Ý tuyên chiến với Pháp vào giữa năm 1940. Otus quay trở về Anh để được tái trang bị từ tháng 9, 1942, rồi hoạt động tại vùng biển Nhà cho đến giữa năm 1943, khi nó chuyển sang làm nhiệm vụ huấn luyện tại Nam Phi cho đến khi xung đột kết thúc. Con tàu được cho xuất biên chế vào tháng 5, 1946, rồi bị loại bỏ bằng cách đánh đắm gần Durban, Nam Phi vào tháng 9 năm đó.

## Thiết kế và chế tạo

### Thiết kế
Lớp Odin được chế tạo với một thiết kế được cải biến, có kích thước lớn hơn chiếc nguyên mẫu HMS Oberon. Nó có chiều dài chung 283 ft 6 in (86,41 m), mạn tàu rộng 30 ft (9,1 m) và mớn nước sâu 16 ft 1 in (4,90 m). Nó có trọng lượng choán nước 1.781 tấn Anh (1.810 t) khi nổi và 2.083 tấn Anh (2.116 t) khi lặn. Con tàu được vận hành bằng hai động cơ diesel Admiralty công suất 2.950 bhp (2.200 kW) cùng hai động cơ điện công suất 1.350 shp (1.010 kW), mỗi chiếc dẫn động một trục chân vịt. Nó đạt được tốc độ tối đa 15 kn (28 km/h) trên mặt nước và 9 kn (17 km/h) khi di chuyển ngầm.
Lớp Odin có thủy thủ đoàn đầy đủ 53 đến 55 người. Con tàu trang bị một hải pháo QF 4-inch/40 Mk IV, hai súng máy Lewis, cùng tám ống phóng ngư lôi 533 milimét (21,0 in), gồm sáu ống trước mũi và hai ống phía đuôi. Nó có thể mang theo tổng cộng 24 ngư lôi 21 in (530 mm).

### Chế tạo
Otus được đặt lườn tại xưởng tàu của hãng Vickers-Armstrongs tại Barrow-in-Furness vào ngày 31 tháng 5, 1927. Nó được hạ thủy vào ngày 31 tháng 8, 1928 và nhập biên chế cùng Hải quân Hoàng gia Anh vào ngày 5 tháng 7, 1929.

## Lịch sử hoạt động
Sau khi phục vụ cùng Chi hạm đội tàu ngầm 5 tại Portsmouth trong giai đoạn 1929-1930, Otus được cử sang Viễn Đông, nơi nó phục vụ cùng Chi hạm đội tàu ngầm 5 đặt căn cứ tại Hong Kong từ năm 1930 đến năm 1939. Khi Chiến tranh Thế giới thứ hai nổ ra tại Châu Âu, Otuss được điều sang Chi hạm đội tàu ngầm 8 đặt căn cứ tại Colombo, Ceylon (nay là Sri Lanka) từ tháng 10, 1939 đến tháng 5, 1940. Con tàu lại được điều động tăng cường cho lực lượng tại Địa Trung Hải khi Ý sắp tuyên chiến với Pháp, và gia nhập Chi hạm đội tàu ngầm 1 đặt căn cứ tại Malta.
Otus được đại tu trong ụ tàu ở Malta từ ngày 20 tháng 5 đến ngày 18 tháng 9, 1940, rồi hoạt động tuần tra cùng Chi hạm đội tàu ngầm 1 cho đến tháng 12, khi nó được điều sang Chi hạm đội tàu ngầm 8 được tái lập và đặt căn cứ tại Gibraltar. Nó từng đụng độ với tàu ngầm Ý Luigi Settembrini vào ngày 24 tháng 12, bị đối phương phóng một quả ngư lôi tấn công nhưng không trúng đích.
Từ căn cứ Gibraltar, Otus hoạt động tuần tra tại lối ra vào eo biển Gibraltar và hộ tống các đoàn tàu vận tải tại khu vực phụ cận quần đảo Azores trong Đại Tây Dương. Trong tháng 4, 1941, chiếc tàu ngầm cũng phối hợp cùng tàu ngầm chị em HMS Olympus tuần tra dọc bờ biển Bắc Phi ngoài khơi Oran, Algérie nhằm đánh chặn thiết giáp hạm Pháp Dunkerque đang tìm cách quay trở về Pháp.
Vào giữa tháng 7, 1941, nó thực hiện một chuyến đi tiếp liệu từ Gibraltar sang Malta đang bị đối phương bao vây, rồi tuần tra dọc bờ biển Libya và Ai Cập. Đến ngày 13 tháng 8, nó lại có một chuyến đi tiếp liệu khác từ Alexandria, Ai Cập sang Malta. Trên đường đi trong ngày hôm sau 14 tháng 8, ở vị trí khoảng 140 nmi (260 km) về phía Tây Bắc Alexandria, Otus chịu đựng một sự cố bắn nhầm, khi bị tàu ngầm HMS Talisman tấn công với nhiều quả ngư lôi tại tọa độ 32°41′B 27°35′Đ / 32,683°B 27,583°Đ; may mắn là các quả ngư lôi đều bị trượt. Trong chặng quay trở về vào ngày 3 tháng 9, nó phóng ngư lôi tấn công một đoàn tàu vận tải đối phương ở vị trí khoảng 175 nmi (324 km) về phía Đông Valetta, Malta nhưng không thành công.
Động cơ diesel của Otus gặp trục trặc cần phải được sửa chữa lớn, nhưng không thể thực hiện được tại Alexandria; vì vậy con tàu không phù hợp để hoạt động tác chiến, nên được rút về vai trò huấn luyện tại Alexandria từ giữa tháng 9, 1941. Đến cuối tháng 7, 1942, nó thực hiện một chuyến đi tiếp liệu khác từ Alexandria sang Malta, và sau đó quay trở về Anh ngang qua Gibraltar để đại tu, đi đến Newcastle upon Tyne vào ngày 21 tháng 9. Công việc sửa chữa kéo dài cho đến ngày 20 tháng 5, 1943.
Otus tiếp tục hoạt động huấn luyện tại vùng biển Nhà cho đến giữa tháng 8, khi nó lên đường đi sang Nam Phi ngang qua Freetown, Sierra Leone, đi đến Simonstown vào ngày 29 tháng 9. Con tàu hỗ trợ cho hoạt động huấn luyện chống tàu ngầm tại Durban, Nam Phi, cho đến khi được cho ngừng hoạt động vào tháng 12, 1944 và đưa về thành phần dự bị. Chiếc tàu ngầm bị loại bỏ bằng cách đắm đắm ngoài khơi Durban, tại tọa độ 29°52′21″N 31°05′39″Đ / 29,8725°N 31,09417°Đ, vào tháng 9, 1946.

## Khám phá xác tàu đắm
Xác tàu đắm của Otus được tìm thấy vào tháng 3, 2013, ở vị trí khoảng 8 km (4,3 nmi) về phía Đông Nam cảng Durban, ở độ sâu khoảng 100 m (330 ft).